# Öndör-Ulaan
Öndör-Ulaan (mongoliska: Өндөр-Улаан Сум, Өндөр-Улаан) är ett distrikt i Mongoliet.   Det ligger i provinsen Archangaj, i den centrala delen av landet, 500 km väster om huvudstaden Ulaanbaatar.